# Eucalyptus delegatensis
Eucalyptus delegatensis (fresno alpino o fresno alpino australiano) es una especie subalpina de clima templado del sur de  Australia. 

## Descripción
Árbol recto, de tronco gris, alcanza más de 90 m en buenas condiciones ambientales. El más alto medido tiene 88 m, y está en Tasmania. . Dentro de las plantas con flor, solo Eucalyptus regnans (fresno de Montaña) crece más alto aún, Eucalyptus globulus, Eucalyptus viminalis, y Eucalyptus obliqua están cerca.
La corteza es gruesa y fibrosa en la base, lisa en las ramas más pequeñas. Entre las subespecies de Tasmania, el tronco entero y las más grandes ramas son de  corteza muy gruesa; en las principales subespecies la corteza rugosa se extiende solo parcialmente en el tronco. 

## Distribución
Las subespecies son nativas de áreas frescas, de suelo profundo, montañosas entre 850 y 1500 m s. n. m. en Victoria y en Nueva Gales del Sur; E. d. tasmaniensis se encuentra en partes más altas de Tasmania, aparte del sudoeste.

## Hábitat
Requiere lluvias grandes para los estándares comunes de Australia — sobre 1200 mm/año, y nieve o heladas durante invierno. Es un importante árbol para la industria maderera.
Se regenera solo de semilla. Mientras fuegos ocasionales no impacten severamente sus bosques, repetidas quemas en la misma área pueden agotar los sitios debido a que le lleva veinte años de planta para alcanzar la madurez sexual.

## Taxonomía
Eucalyptus delegatensis fue descrita por F.Muell. ex R.T.Baker y publicado en Proceedings of the Linnean Society of New South Wales 25: 305. 1900.
Etimología
Eucalyptus: nombre genérico que proviene del griego antiguo: eû = "bien, justamente" y kalyptós = "cubierto, que recubre". En Eucalyptus L'Hér., los pétalos, soldados entre sí y a veces también con los sépalos, forman parte del opérculo, perfectamente ajustado al hipanto, que se desprende a la hora de la floración.
delegatensis: epíteto
Variedades y Sinonimia
 subsp. delegatensis.
- Eucalyptus obliqua var. alpina Maiden, Proc. Austral. Assoc. Advancem. Sci. 9: 369 (1903).

subsp. tasmaniensis Boland, Austral. Forest. Res. 15: 177 (1985). De Tasmania.
- Eucalyptus gigantea Hook.f., London J. Bot. 6: 479 (1847), nom. illeg.
- Eucalyptus risdonii var. elata Benth., Fl. Austral. 3: 203 (1867).
- Eucalyptus tasmanica Blakely, Key Eucalypts: 214 (1934).[3]